# Станко Петров
Станко Станков Петров е български лекар, офицер, генерал-майор от медицинската служба.

## Биография
Роден е на 10 ноември 1920 г. в Пазарджик. През 1939 г. завършва гимназия в София, а през 1944 г. медицина в Софийския медицински факултет. Участва във Втората световна война като дружинен лекар в 11-и гвардейски народоосвободителен полк. През 1945 г. постъпва в българската армия като ординатор в 3-ро вътрешно отделение на Общоармейската болница в София. От 1946 до 1950 г. специализира вътрешни болести. През 1954 г. за кратко изпълнява длъжността началник на второ вътрешно отделение. Между 1955 и 1959 г. е завеждащ болничната дейност в Медицинското управление на Министерството на отбраната. От 1957 до 1958 г. учи военнополева терапия във Военномедицинската академия „С. М. Киров“ в Санкт Петербург. От 1959 г. е началник на сектор по военнополева терапия към Отдела за военномедицинска подготовка. От 1960 г. като полковник е заместник-началник на Катедрата по военнополева терапия във Военномедицинска академия. Доцент (1962), професор (1968). Между 1962 и 1963 г. е терапевт във военната болница в град Медея, Алжир като част от българската военномедицинска бригада. От 1964 г. е началник на Клиниката по белодробни и ендокринни болести на обмяната към Катедрата по военнополева терапия. От 1971 г. е до излизането си в запас е началник на Катедрата, а от 1972 г. е главен терапевт на българската армия. От 1974 г. е генерал-майор от медицинската служба. Умира през април 2005 г. в София. Носител е на почетното звание „Заслужил лекар“ (1980).